# Transformación canónica
En mecánica hamiltoniana, una transformación canónica es un cambio de coordenadas canónicamente conjugadas {\displaystyle (\mathbf {q} ,\mathbf {p} ,t)\rightarrow (\mathbf {Q} ,\mathbf {P} ,t)} que preserva la forma canónica de las ecuaciones de Hamilton, aun cuando la propia forma del Hamiltoniano no queda invariante.
Las transformaciones canónicas resultan útiles en el enfoque de Hamilton-Jacobi de la mecánica clásica (como medio de calcular magnitudes conservadas) y en el uso del teorema de Liouville (que constituye la base de la mecánica estadística clásica).
Por claridad, este artículo se restringe a un resumen básico de su uso común en mecánica clásica. El tratamiento avanzado basado en el fibrado cotangente, la derivación exterior y topología simpléctica se resume en el artículo sobre simplectomorfismos. De hecho las transformaciones canónicas son un tipo especial de simplectomorfismo. Sin embargo, este artículo contiene una breve introducción matemática a este enfoque moderno más avanzado.

## Formulación directa
Puesto que la mecánica lagrangiana se basa en coordenadas generalizadas las ecuaciones de movimiento son invariantes bajo cambios de coordenadas dados por:

(1){\displaystyle \mathbf {q} \longmapsto \mathbf {Q} (\mathbf {q} ,t)}

Y debido a la relación entre las ecuaciones de Hamilton y las ecuaciones de Euler-Lagrange, en las nuevas coordenadas las ecuaciones de Hamilton conservan su forma canónica. De hecho las transformaciones de tipo (1) llamadas transformaciones puntuales son un tipo particular de transformación canónica (ya que conserva inalterada las ecuaciones canónicas de Hamilton).
Sin embargo, la clase de transformaciones canónicas es mucho más amplia, ya que existe la posibilidad de construir transformaciones más generales que involucren también a los momentos conjugados y al tiempo del tipo:

(2){\displaystyle (\mathbf {p} ,\mathbf {q} )\longmapsto (\mathbf {P} (\mathbf {p} ,\mathbf {q} ,t),\mathbf {Q} (\mathbf {p} ,\mathbf {q} ,t))}

Sucede que no toda transformación de tipo (2) es canónica. Si la anterior transformación es canónica y no incluye explícitamente el tiempo entonces se llama transformación canónica restringida (muchos libros de texto consideran sólo este tipo). Las condiciones de transformación canónica es que la función hamiltoniana nueva o Kantiana {\displaystyle K} cumpla para las coordenadas {\displaystyle (\mathbf {P} ,\mathbf {Q} )} las ecuaciones de Hamilton, de la misma forma que lo hace la función hamiltoniana original {\displaystyle H} en las coordenadas {\displaystyle (\mathbf {p} ,\mathbf {q} )}:

(3){\displaystyle {\begin{cases}{\dot {\mathbf {p} }}=-{\cfrac {\partial H}{\partial \mathbf {q} }}\\{\dot {\mathbf {q} }}=~~{\cfrac {\partial H}{\partial \mathbf {p} }}\end{cases}}\leftrightarrow \qquad {\begin{cases}{\dot {\mathbf {P} }}=-{\cfrac {\partial K}{\partial \mathbf {Q} }}\\{\dot {\mathbf {Q} }}=~~{\cfrac {\partial K}{\partial \mathbf {P} }}\end{cases}}}

Calculando {\displaystyle {\dot {Q}}_{m}} en el caso de una transformación canónica restringida donde los cambios de coordenadas que no dependen del tiempo (solo indirectamente a través de las coordenadas originales) obtenemos:

{\displaystyle {\dot {Q}}_{m}={\frac {\partial Q_{m}}{\partial \mathbf {q} }}\cdot {\dot {\mathbf {q} }}+{\frac {\partial Q_{m}}{\partial \mathbf {p} }}\cdot {\dot {\mathbf {p} }}={\frac {\partial Q_{m}}{\partial \mathbf {q} }}\cdot {\frac {\partial H}{\partial \mathbf {p} }}-{\frac {\partial Q_{m}}{\partial \mathbf {p} }}\cdot {\frac {\partial H}{\partial \mathbf {q} }}}

La expresión anterior debe igualar a la derivada del hamiltoniano {\displaystyle H\;}respecto a {\displaystyle {P}_{m}\;}:

{\displaystyle {\frac {\partial H}{\partial P_{m}}}={\frac {\partial H}{\partial \mathbf {q} }}\cdot {\frac {\partial \mathbf {q} }{\partial P_{m}}}+{\frac {\partial H}{\partial \mathbf {p} }}\cdot {\frac {\partial \mathbf {p} }{\partial P_{m}}}}

Igualando las expresiones anteriores se obtienen fácilmente las restricciones que deben cumplirse para que una transformación sea canónica:

(4a){\displaystyle \left({\frac {\partial Q_{m}}{\partial p_{n}}}\right)_{\mathbf {q} ,\mathbf {p} }=-\left({\frac {\partial q_{n}}{\partial P_{m}}}\right)_{\mathbf {Q} ,\mathbf {P} }\qquad \left({\frac {\partial Q_{m}}{\partial q_{n}}}\right)_{\mathbf {q} ,\mathbf {p} }=\left({\frac {\partial p_{n}}{\partial P_{m}}}\right)_{\mathbf {Q} ,\mathbf {P} }}

Mediante una deducción análoga para los momentos conjugados {\displaystyle P_{m}\;} se completa el otro conjunto de ecuaciones que caracteriza a las ecuaciones canónicas:

(4b){\displaystyle \left({\frac {\partial P_{m}}{\partial p_{n}}}\right)_{\mathbf {q} ,\mathbf {p} }=\left({\frac {\partial q_{n}}{\partial Q_{m}}}\right)_{\mathbf {Q} ,\mathbf {P} }\qquad \left({\frac {\partial P_{m}}{\partial q_{n}}}\right)_{\mathbf {q} ,\mathbf {p} }=-\left({\frac {\partial p_{n}}{\partial Q_{m}}}\right)_{\mathbf {Q} ,\mathbf {P} }}

El conjunto de ecuaciones (4a) y (4b) son las condiciones directas que hay que verificar para comprobar que la transformación es canónica.

## Formulación de la función generatriz
Una forma más sencilla de trabajar con las transformaciones canónicas es definiendo la transformación a partir de una función generatriz.

## Propiedades
Dado que las transformaciones canónicas son simplectomorfismos del espacio fásico en sí mismo, una transformación canónica muestra siempre ciertas invariancias matemáticamente interesantes desde el punto de vista de la topología simpléctica:
- Por ejemplo a medida que transcurre el tiempo las posiciones y momentos de un sistema hamiltoniano varían con el tiempo, si consideramos las coordenadas en dos instantes de tiempo diferentes resulta la transformación que lleva de unas a otras es una transformación canónica.
- Igualmente sucede que el corchete de Poisson de dos funciones definidas sobre el espacio fásico es invariante respecto a las coordenadas escogidas. Es decir, si se calcula el corchete de Poisson en dos sistemas de coordenadas relacionados mediante una transformación canónica el resultado es la misma función.

### Evolución temporal como transformación canónica
Consideremos la trayectoria {\displaystyle (\mathbf {p} (t),\mathbf {q} (t))} de una partícula expresada en coordenadas canónicas en un sistema hamiltoniano {\displaystyle ({\mathcal {M}},\omega ,{\hat {H}})} y fijemos un instante de tiempo inicial t0, lo cual define unas coordenadas:

{\displaystyle (\mathbf {p} _{0},\mathbf {q} _{0})=(\mathbf {p} (t_{0}),\mathbf {q} (t_{0}))}

Si consideramos un lapso de tiempo τ la posición del sistema en general habrá cambiado, con lo cual tendremos otro posible conjunto de coordenadas canónicas:

{\displaystyle (\mathbf {p} _{\tau },\mathbf {q} _{\tau })=(\mathbf {p} (t_{0}+\tau ),\mathbf {q} (t_{0}+\tau ))}

En esas condiciones resulta que la transformación que lleva de las coordenadas iniciales a las nuevas coordenadas es una transformación canónica. De hecho puede definirse un grupo uniparamétrico de transformaciones canónicas mediante:

{\displaystyle \phi _{\tau }(\mathbf {p} _{0},\mathbf {q} _{0})=(\mathbf {p} _{\tau },\mathbf {q} _{\tau })}

### Teorema de Liouville
Se refiere a una trayectoria la cual transforma sus puntos dentro de su órbita.
Consideremos una región del espacio fásico que evoluciona con el tiempo al desplazarse sobre su trayectoria cada uno de sus puntos se transforma al cabo del tiempo en una región de forma diferente ubicada, además, en otra parte del espacio fásico. El teorema de Liouville afirma que a pesar de la traslación y el cambio de forma el "volumen" total de dicha región permanecerá invariante. Además debido a la continuidad de la evolución temporal si la región es conexa inicialmente seguirá siendo conexa todo el tiempo.
Para probar esto basta tener en cuenta que la forma de volumen {\displaystyle {\eta }_{\Gamma }\;} del espacio fásico es el n-ésimo producto de la forma simpléctica, y que está de acuerdo con el teorema de Darboux se expresa como producto de pares de variables canónicamente conjugadas:

{\displaystyle {\begin{array}{rl}{\eta }_{\Gamma }=\displaystyle \bigwedge _{i=1}^{n}\omega =\omega \wedge \cdots \wedge \omega &=dp_{1}\wedge \cdots \wedge dp_{n}\wedge dq_{1}\wedge \cdots \wedge dq_{n}\\&=dP_{1}\wedge \cdots \wedge dP_{n}\wedge dQ_{1}\wedge \cdots \wedge dQ_{n}\end{array}}}

De donde se sigue que el determinante de la transformación es 1 y por tanto:

{\displaystyle \forall V\subset \Gamma :\quad \int _{V}d^{n}\mathbf {q} \,d^{n}\mathbf {p} =\int _{\phi _{\tau }(V)}d^{n}\mathbf {Q} \,d^{n}\mathbf {P} }

Esta última extensión es esencialmente el teorema de Liouville

### Corchete de Poisson
Sean {\displaystyle (\mathbf {p} ,\mathbf {q} )} y {\displaystyle (\mathbf {P} ,\mathbf {Q} )} dos conjuntos de coordenadas canónicas y sean {\displaystyle f,g\;} dos funciones del álgebra de Poisson definidas sobre el espacio fásico, entonces se cumple que:

{\displaystyle [f,g]_{(\mathbf {p} ,\mathbf {q} )}=[f,g]_{(\mathbf {P} ,\mathbf {Q} )}}

Es decir, los corchetes de Poisson son invariantes ante una transformación canónica. Recíprocamente, puede probarse que si los corchetes de Poisson son invariantes ante una transformación, esta deberá ser canónica.